# Cizao-Brennofen
Der Cizao-Brennofen (chinesisch 磁灶窑, Pinyin Cízào yáo, englisch Cizao Kiln) ist ein alter Keramikbrennofen in Jinjiang in der chinesischen Provinz Fujian. Er hat eine über 1500-jährige Geschichte und exportierte in der Song- und Yuan-Zeit bis nach Japan und nach Südostasien. In der alten Zeit war es der wichtigste Produktionsort Fujians für den Keramikexport.
Auf dem Schiffswrack Nanhai Nr. 1 befanden sich unter anderem grün glasierte Porzellanteller und -schalen aus der Zeit der Südlichen Song-Dynastie aus diesem Brennofen.
Die Stätte des Cizao-Brennofens steht seit 2006 auf der Liste der Denkmäler der Volksrepublik China (6-96).